# Деборог (герб)
Деборог (Dęboróg) – шляхетський герб, що був найбільш поширений у Литві і Пруссії.

## Опис герба
Опис згідно з класичними правилами блазонування:
В синьому  полі золота колода, в якій проростають два золоті роги оленя.
Клейнод половина дикуна, що тримає правицею срібну палицю між двома золотими рогами оленя.
Намет синій, підбитий золотом.

## Найбільш ранні згадки
Нобілітація Івана Хейна від 5 квітня 1564 року.

## Роди
Bylczyński, Dęboróg, Dowskurd, Ficki, Gabriałowicz, Gabryałowicz, Gabryjałowicz, Ganiewicz, Gezgołd, Giezgołd, Hancewicz, Hayn, Hayno, Honcewicz, Honckiewicz, Mileński, Turowicz, Wieliński.

## Дивись також
- Деборог II – герб присвоєно Філіпові Офанасовичеві та Симеону Федоровичеву
- Воркелл – герб присвоєно Леонардові Воркеллові